# Кистион, Владимир Евсевиевич
Владимир Евсевиевич Кистион (укр. Володимир Євсевійович Кістіон, 31 мая 1965, с. Должок, Ямпольский район, Винницкая область) — украинский государственный деятель, политик. Вице-премьер-министр Украины с 14 апреля 2016 года по 29 августа 2019 года.

## Образование
В 1989 г. окончил Одесский инженерно-строительный институт по специальности «Водоснабжение и канализация», получил квалификацию инженера-строителя, а в 2001 г. — Одесский региональный институт государственного управления Национальной академии государственного управления при Президенте Украины по специальности «Государственное управление», имеет квалификацию магистра государственного управления.

## Армия
1983–1985 гг. — служба в рядах Советской армии.

## Карьера
1989–1990 гг. — мастер жилого фонда Ямпольского комбината коммунальных предприятий.
1990–2001 гг. — начальник Ямпольского участка водопроводно-канализационного хозяйства.
2001–2008 гг. — начальник Винницкого областного коммунального производственного предприятия водопроводно-канализационного хозяйства «Винницаводоканал».
2008 г. — исполняющий обязанности заместителя Винницкого городского головы.
2008–2011 гг. — заместитель Винницкого городского головы.
2011 г. — исполняющий обязанности первого заместителя Винницкого городского головы.
2011–2014 гг. — первый заместитель Винницкого городского головы.
2014–2015 гг. — первый заместитель Министра регионального развития, строительства и жилищно-коммунального хозяйства Украины.
2015 г. — советник Председателя Верховной Рады Украины.
2015–2016 гг. — первый заместитель Руководителя Аппарата Верховной Рады Украины — управляющий делами.
20 ноября 2020 года избран первым заместителем председателя Винницкого областного совета.

## Отличия и награды
2005 г. — награжден Почетной грамотой Кабинета Министров Украины.

## Семья
Женат, есть сын.